# Vladičin Han

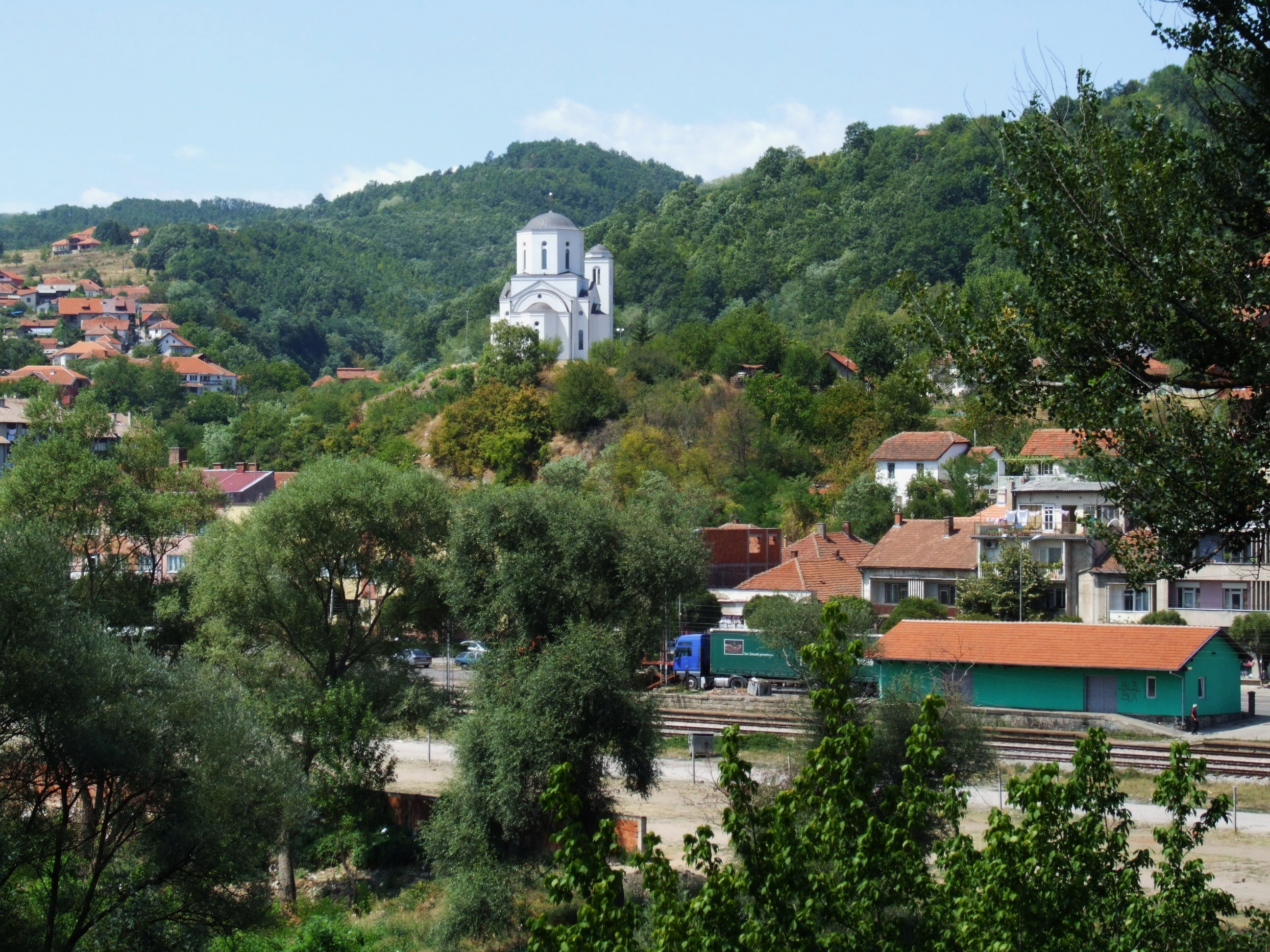
Blick auf den Bahnhof und Kirche

Vladičin Han (serbisch-kyrillisch Владичин Хан) ist eine serbische Kleinstadt mit rund 8.000 Einwohnern. Der Verwaltungssitz der Opština Vladičin Han liegt im Südosten Serbiens am Ufer der Südlichen Morava und gehört zum Bezirk Pčinja.

## Bevölkerung
Bei der Volkszählung 2002 lebten in der Kleinstadt 8.338 Einwohner. 93,8 % der Ortsbewohner sind Serben. Die restlichen 6,2 % entfallen hauptsächlich auf Roma und andere Minderheiten.

## Geschichte
Das Gymnasium der Stadt ist nach Jovan Skerlić benannt.

## Verkehr
Vladičin Han liegt an der Bahnstrecke Niš–Preševo. In beide Richtungen hält zwei Mal täglich ein Personenzug. Die Straße Magistralni put 40 stellt eine Verbindung nach Bulgarien her.
Der FK Morava Vladičin Han spielt in der vierten Ebene des serbischen Fußballs, das lokale Stadion fasst 4.000 Zuschauer.